# HD130109
HD130109 — хімічно пекулярна зоря спектрального класу A0, що має видиму зоряну величину в смузі V приблизно  3,7.
Вона  розташована на відстані близько 128,7 світлових років від Сонця.

## Фізичні характеристики
Зоря HD130109 обертається 
дуже швидко 
навколо своєї осі. Проєкція її екваторіальної швидкості на промінь зору становить  Vsin(i)=285км/сек.

## Пекулярний хімічний склад
Зоряна атмосфера HD130109 має підвищений вміст 
Si
.